# Google Summer of Code

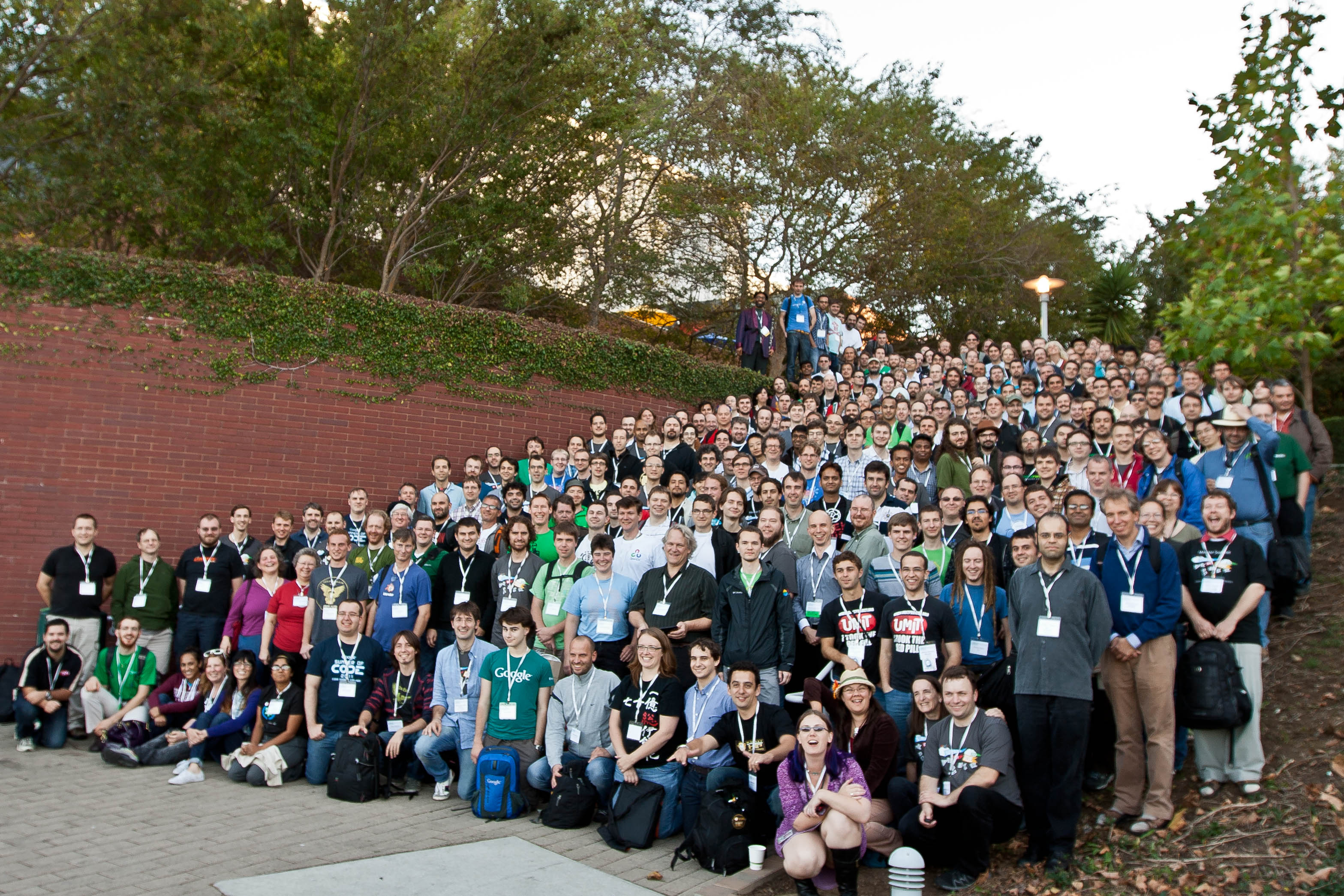
Google Summer of Code 2012

Google Summer of Code – corocznie realizowany przez Google program wspierania Otwartego Oprogramowania. W jego ramach studenci realizują różne projekty na rzecz Otwartego Oprogramowania i otrzymują za to stypendium (w 2013 roku było to 5000$). Pierwsza edycja imprezy odbyła się w 2005 roku. Od tego czasu w imprezie uczestniczyło ponad 3400 studentów oraz ponad 380 organizacji mentorskich.

## Organizacje mentorskie
W ramach imprezy wybierane są organizacje mentorskie. To one oceniają i wybierają projekty zgłoszone przez studentów z całego świata. Następnie – podczas trwania Google Summer of Code – kierują studentami, pomagając im w realizacji ich projektów. Organizacje dostają po 500$ za każdy zakończony sukcesem projekt.

## Historia
Pomysłodawcami imprezy byli założyciele Google: Sergey Brin oraz Larry Page, a jej nazwa pochodzi od angielskiego określenia Summer Of Love.

### 2005
W 2005 roku do projektu zgłoszono ponad 8740 propozycji do 41 zaakceptowanych organizacji mentorskich. Początkowo przewidzianych było tylko 200 stypendiów, jednak z powodu ogromnego zainteresowania liczbę tę zwiększono do 410. Najwięcej miejsc dla studentów dostała Apache Software Foundation (34 projekty), KDE (24) oraz FreeBSD (20).
Zrealizowano w pełni około 80% projektów, jednak liczba ta różni się w zależności od konkretnej organizacji mentorskiej (przykładowo projekty Ubuntu zostały zrealizowane w 64%, a KDE w 67%). Wiele z rozpoczętych projektów było nadal realizowanych po zakończeniu pierwszej edycji programu.

### 2006
W 2006 roku do imprezy zakwalifikowano 102 organizacje mentorskie. Zgłoszono do nich ponad 6000 aplikacji, z których do dalszej realizacji wybrano około 600.
Po raz pierwszy pojawił się problem ze studentami, którzy zostali wybrani do kilku projektów. Rozwiązanie tego problemu zajęło Google kilka godzin. Nie obyło się także bez wpadek: wiadomości o zaakceptowaniu do GSoC zostały rozesłane także do studentów, którzy faktycznie się nie dostali.
Druga edycja programu zakończyła się 8 września 2006. Według Google 82% studentów zrealizowało projekty.

### 2007
Do trzeciej edycji programu przystąpiło 131 organizacji mentorskich. 1500 mentorów oceniło ponad 6200 zgłoszeń i wybrało około 900 studentów. Menedżerem programu została Leslie Hawthorn. Studentom pomagało 16 mentorów z Polski

### 2008
W czwartej edycji Google Summer Of Code uczestniczyło 174 organizacji mentorskich. Z ponad 7100 propozycji projektów wybrano 1125, z których 83% zostało ukończonych na czas. Pod względem liczby zaakceptowanych studentów Polska znalazła się na 8. miejscu. W rankingu uczelni z największą liczbą przyjętych studentów znalazły się dwie polskie uczelnie: na drugim miejscu, z 10 studentami, pojawiła się Politechnika Wrocławska, a na dziesiątym Uniwersytet Warszawski z 6 studentami. W tej edycji programu uczestniczyło także 19 mentorów z Polski.

### 2009
Do piątej edycji programu zakwalifikowało się 150 organizacji mentorskich (z około 400 zgłoszonych), do których przysłano około 5900 propozycji 3500 studentów. 20 kwietnia opublikowano listę 1000 zaakceptowanych studentów. 85% studentów z powodzeniem zrealizowało swoje zadania, a Politechnika Gdańska, zajmując piąte miejsce, znalazła się w gronie dziesięciu uczelni z największą liczbą zaakceptowanych studentów.

### 2010
Informacje o tym, że szósta edycja programu się odbędzie pojawiły się 8 stycznia 2010. 18 marca 2010 pojawiła się lista 150 organizacji mentorskich zaakceptowanych do programu, a 26 kwietnia lista 1025 studentów, którzy zostali zaakceptowani do programu.

### 2011
Liczba organizacji zwiększyła się do 175, zaakceptowano 1115 studentów.

### 2012
Ogłoszone przez Google 4 lutego 2012. 23 kwietnia 2012 Google zaakceptowało 1212 propozycji w 180 organizacjach.

### 2013
Ogłoszone przez Google 11 lutego 2013. 8 kwietnia 2013 Google ogłosiło chęć uczestnictwa 177 projektów open source i organizacji. Zaakceptowano propozycje 1192 studentów.

## Inspiracje
W 2007-2009 odbyły się trzy edycje Season of Usability - projektu organizacji OpenUsability  inspirowanego przez Google Summer of Code, w którego ramach studenci realizowali projekty związane z interfejsami.